# کیس جوزف
کیس جوزف (انگلیسی: Giuseppe Caso؛ زادهٔ ۹ دسامبر ۱۹۹۸) بازیکن فوتبال است.